# Hell Harbor
Hell Harbor is een Amerikaanse dramafilm uit 1930 onder regie van Henry King.

## Verhaal
Anita Mogan woont met haar vader Henry op een eiland in de Caraïben, maar ze zou graag naar Havana verhuizen. Henry heeft een man gedood tijdens een ruzie en de parelhandelaar Joseph Horngold was daar getuige van. Hij wil daarover zwijgen op voorwaarde dat Anita erin toestemt met hem te trouwen. Anita is inmiddels verliefd geworden op de Amerikaan Bob Wade en ze wil met hem naar Havana vluchten.

## Rolverdeling
| Acteur           | Personage       |
| ---------------- | --------------- |
| Lupe Vélez       | Anita Morgan    |
| Jean Hersholt    | Joseph Horngold |
| John Holland     | Bob Wade        |
| Gibson Gowland   | Henry Morgan    |
| Harry Allen      | Peg Leg         |
| Al St. John      | Bunion          |
| Paul E. Burns    | Blinky          |
| George Bookasta  | Spotty          |
| Ulysses Williams | Nemo            |